# 礼華はる
礼華 はる（れいか はる、10月8日 - ）は、宝塚歌劇団月組に所属する男役スター。
東京都文京区、日本女子大学附属高等学校出身。身長178cm。血液型AB型。愛称は「はる」、「ぱる」。

## 来歴
2013年、宝塚音楽学校入学。
2015年、音楽学校卒業後、宝塚歌劇団に101期生として入団。入団時の成績は17番。月組公演「1789」で初舞台。その後、月組に配属。
長身の大型スター候補として注目を集め、2021年、珠城りょう・美園さくらトップコンビ退団公演となる「桜嵐記」で、新人公演初主演。当初は前年の「ピガール狂騒曲」で初主演予定であったが、新型コロナウイルスの影響により、新人公演が休止となる。
2022年、月城かなと・海乃美月トップコンビ大劇場お披露目となる「今夜、ロマンス劇場で」で、2度目の新人公演主演。
2023年の「月の燈影」でバウホール公演初主演。

## 主な舞台

### 初舞台
- 2015年4 - 6月、月組『1789-バスティーユの恋人たち-』（宝塚大劇場）[注釈 1][12]

### 月組時代
- 2015年6 - 7月、『1789-バスティーユの恋人たち-』（東京宝塚劇場）
- 2015年9月、『A-EN（エイエン） ARI VERSION』（バウホール） - レイモンド
- 2015年11 - 2016年2月、『舞音-MANON-』『GOLDEN JAZZ』
- 2016年6 - 9月、『NOBUNAGA〈信長〉-下天の夢-』 - 新人公演：長谷川橋介（本役：春海ゆう）『Forever LOVE!!』
- 2016年10 - 11月、『Bow Singing Workshop〜月〜』（バウホール）
- 2017年1 - 3月、『グランドホテル』 - ドアマン、新人公演：エリック・リトナウアー（本役：朝美絢／暁千星）『カルーセル輪舞曲（ロンド）』
- 2017年5月、『長崎しぐれ坂』 - 唐人『カルーセル輪舞曲（ロンド）』（博多座）
- 2017年7 - 10月、『All for One』 - 衛兵、新人公演：ポルトス（本役：暁千星）
- 2017年12月、『Arkadia-アルカディア-』（バウホール） - ジョス
- 2018年2 - 5月、『カンパニー-努力（レッスン）、情熱（パッション）、そして仲間たち（カンパニー）-』 - ボーイ、新人公演：長谷山蒼太（本役：暁千星）『BADDY（バッディ）-悪党（ヤツ）は月からやって来る-』 - バッドボーイ
- 2018年6 - 7月、『雨に唄えば』（TBS赤坂ACTシアター） - ダン／紳士
- 2018年8 - 11月、『エリザベート-愛と死の輪舞（ロンド）-』 - 黒天使、新人公演：エルマー・バチャニー（本役：蓮つかさ／暁千星）
- 2019年1月、『ON THE TOWN（オン・ザ・タウン）』（東京国際フォーラム） - ウエイター
- 2019年3 - 6月、『夢現無双』 - 次郎／法典ヶ原の村民、新人公演：吉岡伝七郎（本役：夢奈瑠音）『クルンテープ 天使の都』
- 2019年7 - 8月、『チェ・ゲバラ』（日本青年館・ドラマシティ） - ルイス・ベルグネス
- 2019年10 - 12月、『I AM FROM AUSTRIA-故郷（ふるさと）は甘き調（しら）べ-』 - ダニエルJr.／クラブの男、新人公演：リチャード・ラッティンガー（本役：月城かなと）
- 2020年2月、『赤と黒』（御園座） - ラ・ジュマート男爵
- 2020年9 - 2021年1月、『WELCOME TO TAKARAZUKA-雪と月と花と-』『ピガール狂騒曲』 - ピエール[9]
- 2021年2 - 3月、『ダル・レークの恋』（TBS赤坂ACTシアター・ドラマシティ） - ジャスビル
- 2021年5 - 8月、『桜嵐記（おうらんき）』 - 権七、新人公演：楠木正行（本役：珠城りょう）『Dream Chaser』 新人公演初主演[7][6]
- 2021年10月、『LOVE AND ALL THAT JAZZ』（バウホール） - エーリッヒ・ゾマー少尉／ユーディ[2]
- 2022年1 - 3月、『今夜、ロマンス劇場で』 - 狭霧、新人公演：牧野健司（本役：月城かなと）『FULL SWING!』 新人公演主演[8][10]
- 2022年5月、『ブエノスアイレスの風』（日本青年館・ドラマシティ） - ビセンテ
- 2022年7 - 10月、『グレート・ギャツビー』 - ビロクシー
- 2022年11 - 12月、『ブラック・ジャック 危険な賭け』 - ジョイ『FULL SWING!』（全国ツアー）
- 2023年2 - 4月、『応天の門』 - 藤原常行『Deep Sea-海神たちのカルナバル-』
- 2023年6月、『月の燈影（ほかげ）』（バウホール） - 幸蔵 バウ初主演[3][11]
- 2023年8 - 11月、『フリューゲル-君がくれた翼-』 - トーマ・ランゲ『万華鏡百景色（ばんかきょうひゃくげしき）』
- 2024年1月、『G.O.A.T』（梅田芸術劇場）
- 2024年3 - 7月、『Eternal Voice 消え残る想い』 - カイ『Grande TAKARAZUKA 110!』
- 2024年8 - 9月、『琥珀色の雨にぬれて』 - ミッシェル・ドゥ・プレール伯爵『Grande TAKARAZUKA 110!』（全国ツアー）
- 2024年11 - 2025年3月、『ゴールデン・リバティ』 - ディーン『PHOENIX RISING（フェニックス・ライジング）』
- 2025年4 - 5月、『花の業平／PHOENIX RISING』（全国ツアー） - 梅若
- 2025年7 - 11月、『GUYS AND DOLLS』 - ナイスリー・ナイスリー・ジョンソン
- 2026年1 - 2月、『雨にじむ渤海（パレ）』（宝塚バウホール）バウ主演[13]

## 出演イベント
- 2019年1月、『演劇人祭』[注釈 2][14]

## 受賞歴
- 2022年、『宝塚歌劇団年度賞』 - 2021年度新人賞[15]